# (4335) Verona
(4335) Verona (1983 VC7) – planetoida z pasa głównego asteroid okrążająca Słońce w ciągu 3 lat i 106 dni w średniej odległości 2,21 j.a. Została odkryta 1 listopada 1983 roku.